# Taaqat (1995)
Taaqat ist ein Bollywoodfilm von Talat Jani. Premiere feierte er am 23. Juni 1995 in Bombay.

## Handlung
Zwei einflussreiche Gangster, Shakti Singh und Anand, unterstützen die jeweils gegensätzliche politische Partei. Anand arbeitet für Anil Rege, während Shakti hinter Babbar Rao steht. Beide Gangster glauben, dass die von ihnen jeweils unterstützte Partei die Armen aus ihrer Armut und Hilflosigkeit führen kann.
Ihre Hoffnungen zerplatzen, als beide Politiker sich zusammentun und eine korrupte Politik betreiben. Außerdem sticheln sie die Gangster an, sodass sie immer wieder aneinandergeraten.
Für Ak’Lakh und Kavita, die beiden jüngeren Geschwister der Gangster, steht ihre Liebe deshalb unter einem schlechten Stern.
Erst als die Gangster Shakti und Anand hinter das Treiben der Politiker kommen, schließen sie sich ebenfalls zusammen und stellen sich gegen Anil Rege und Babbar Rao. Bei der Auseinandersetzung stürzen die beiden Politiker vom Dach. Nun können Kavita und Ak’Lakh ihre Brüder von ihrer Liebe überzeugen und alles endet im Guten.

## Musik
| Songtitel              | Sänger/in                   |
| ---------------------- | --------------------------- |
| Mere Chehre Pe Likha   | Udit Narayan, Alka Yagnik   |
| Dandiye Ke Bahane      | Udit Narayan, Sadhna Sargam |
| Love Me Love Me        | Udit Narayan, Poornima      |
| Kaisee Hai Dil Ki Lagi | Kumar Sanu, Alka Yagnik     |
| Patthar Pe Likhi Koi   | Kumar Sanu, Sadhna Sargam   |
| Hun Huna Re Hun Huna   | Kumar Sanu, Poornima        |
| Mera Dil Tujh Pe Marta | Udit Narayan, Alka Yagnik   |